# Goodwin Sands

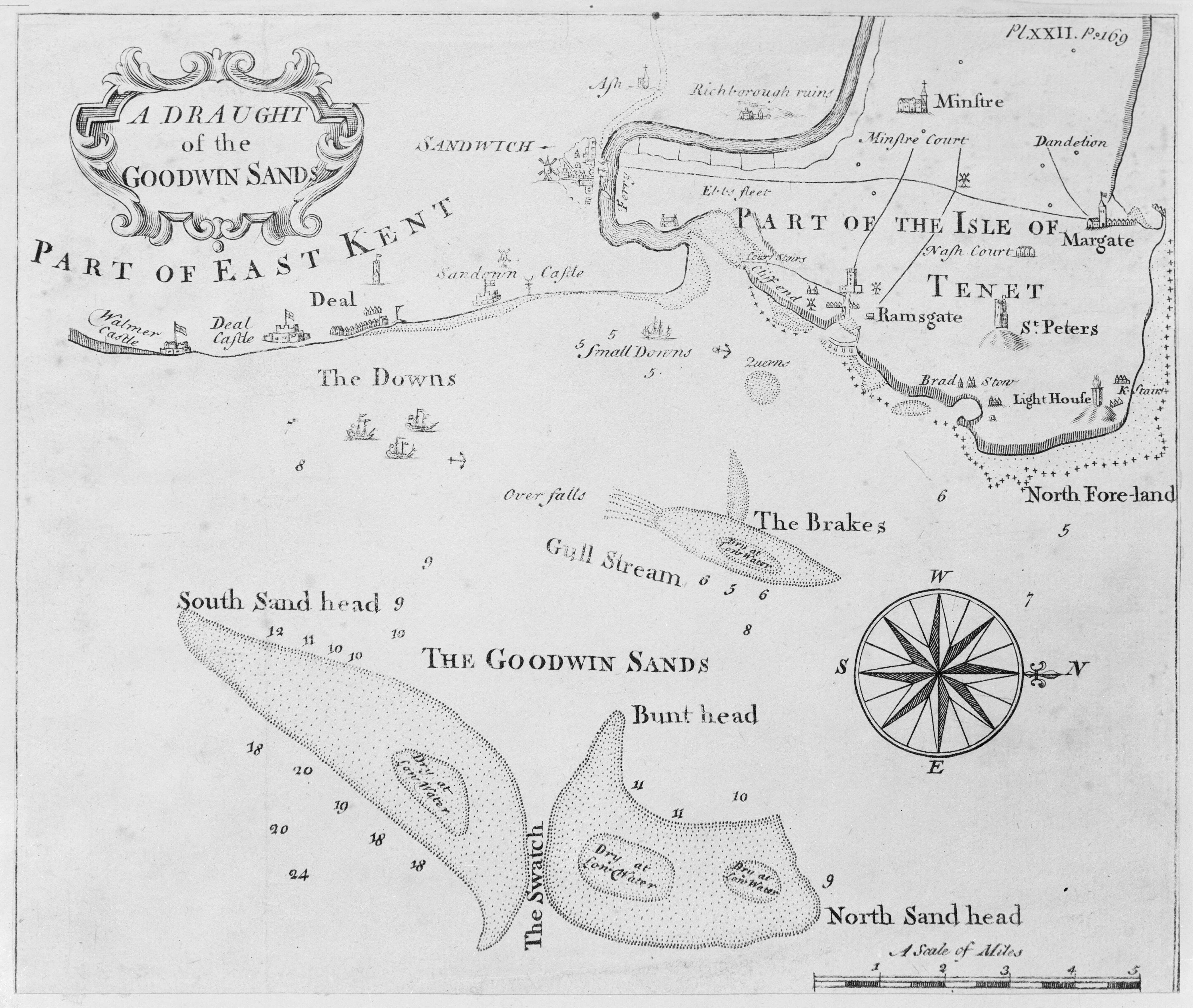
Le Goodwin Sands (carta stampata dal 1750)

Le Goodwin Sands sono un banco di sabbia lungo 16 km all'estremità meridionale del Mare del Nord che si trova a 10 km al largo della costa di Deal nel Kent, in Inghilterra.
L'area è costituita da uno strato di circa 25 m di sabbia fine che poggia su una piattaforma di Chalk appartenente alla stessa caratteristica geologica che costituisce le scogliere bianche di Dover. Le rive si trovano tra 0,5 m sopra il livello di bassa marea a circa 3 m sotto l'acqua bassa, ad eccezione di un canale che scende a circa 20 m. Le maree e le correnti spostano costantemente le secche.
Si ritiene che più di 2.000 navi siano naufragate sulle Goodwin Sands perché si trovano vicino alle principali rotte marittime attraverso lo stretto di Dover. Le poche miglia tra le sabbie e la costa sono anche un ancoraggio sicuro, noto come The Downs, utilizzato come rifugio dalle intemperie. A causa dei pericoli, l'area, che comprende anche Brake Bank, è segnalata da numerose navi faro e boe.
Tra i relitti degni di nota vi sono la HMS Stirling Castle affondata nella grande tempesta del 1703, la nave VOC Rooswijk nel 1740, la SS Montrose nel 1914 e la South Goodwin Lightship, che si liberò dagli ormeggi dell'ancora durante una tempesta nel 1954. Diverse battaglie navali sono state combattute nelle vicinanze, tra cui le Battaglia dello Stretto di Dover (1602), Battaglia di Goodwin Sands (1652) e la Battaglia dello Stretto di Dover (1916).

## Aiuti alla navigazione

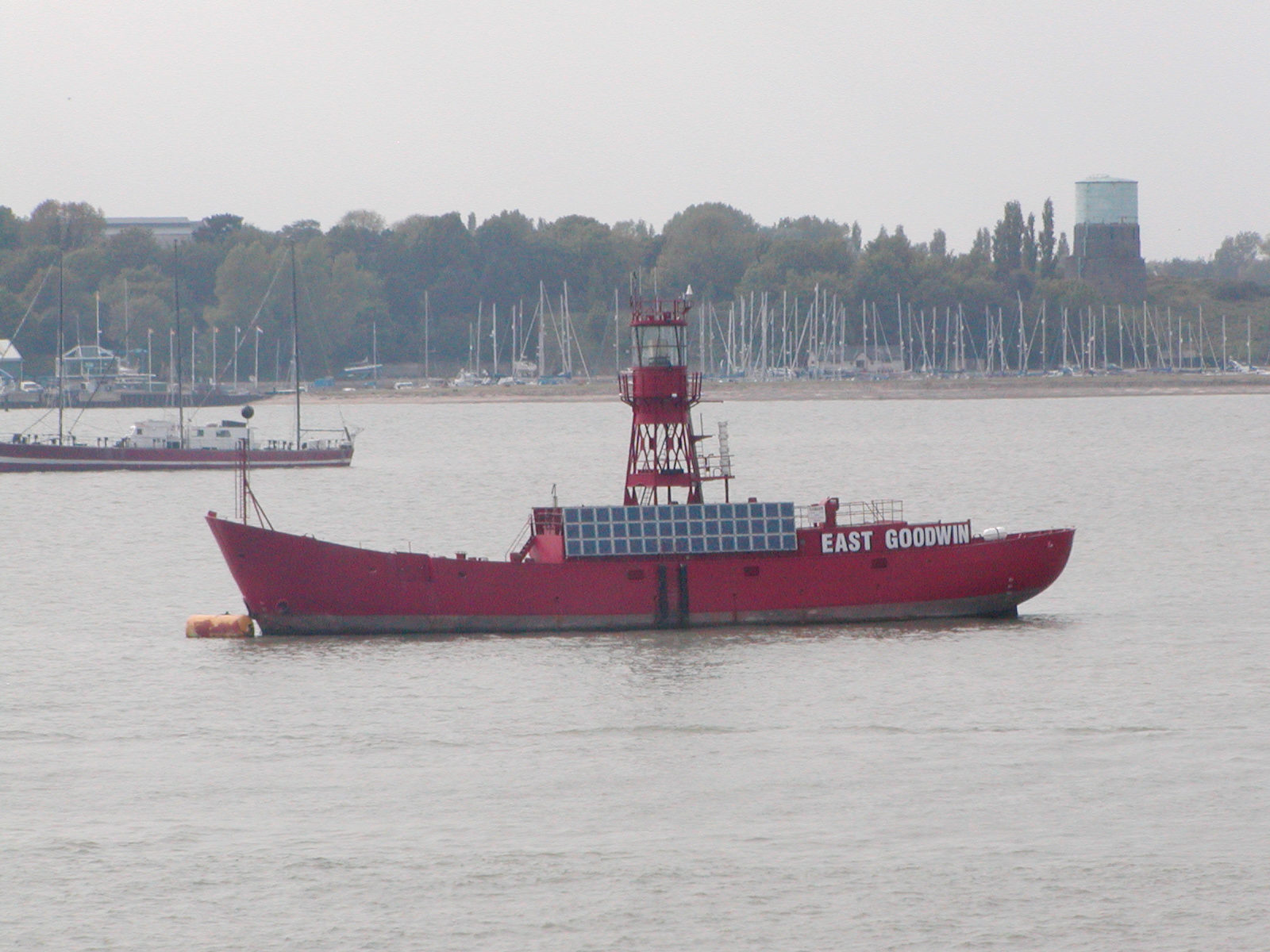
East Goodwin Lightship.

La Nave-faro East Goodwin sorveglia l'estremità delle Sabbie nella parte più lontana, per avvertire le navi, l'unica nave faro rimasta delle cinque che un tempo sorvegliavano le sabbie. Le sabbie erano un tempo coperte anche da tre fari sulla terraferma del Kent, con solo il faro di North Foreland ancora in funzione. Il faro di South Foreland, un tempo noto come faro di South Foreland Upper, è ora di proprietà del National Trust. Questo un tempo funzionava con il vicino faro di South Foreland Low, noto anche come Old St Margaret's Lighthouse. Quando i due fari di South Foreland erano allineati, gli equipaggi delle navi sapevano di aver raggiunto l'estensione più a sud del banco di sabbia. Quando le sabbie di Goodwin si spostarono, la South Foreland Low fu dismessa e sostituita dalla South Goodwin Lightvessel. La prima di queste navi fu bombardata dai tedeschi e affondò il 25 ottobre 1940. La nave sostitutiva, LV90, affondò il 27 novembre 1954, quando i cavi delle sue due ancore si ruppero a causa di una tempesta causata da un uragano. Il relitto dell'astronave può ancora essere visto con la bassa marea. Il successivo sostituto South Goodwin Lightvessel è stato dismesso ed è stato rimorchiato via il 26 luglio 2006.

## La leggenda dell'isola di Lomea

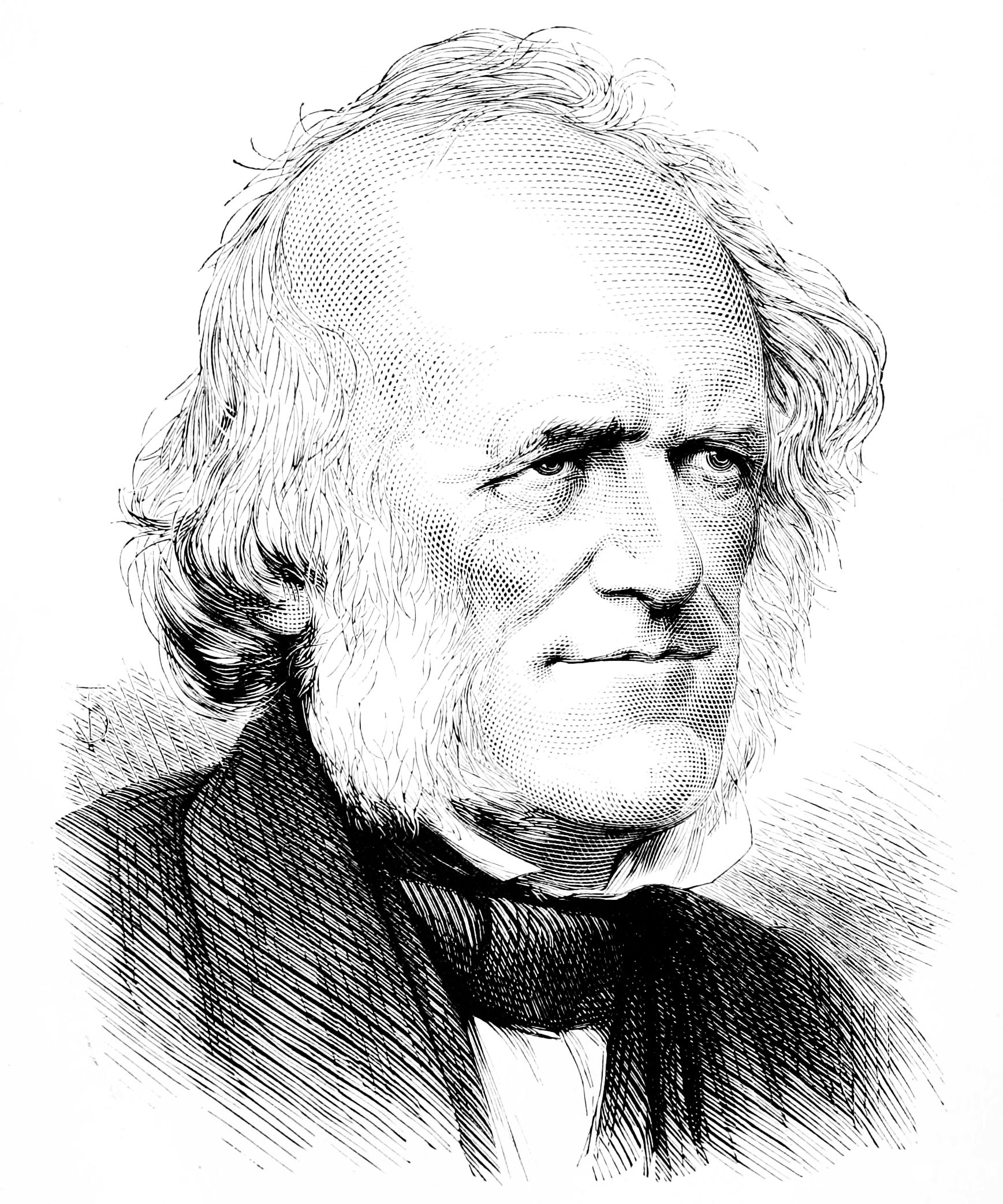
Charles Lyell ipotizzò che le secche di Goddwin fossero le ultime tracce di un'isola scomparsa

Nel 1817, i sondaggi connessi al piano del Trinity Board per erigere un faro sulle sabbie rivelarono, sotto quindici piedi di sabbia, uno strato identificato da Charles Lyell come Argilla Londinensis che giaceva su un basamento di gesso. Sulla base di ciò, Lyell ipotizzò che le sabbie fossero i resti erosi di un'isola di argilla simile all'Isola di Sheppey, piuttosto che il risultato del spostamento del fondo marino modellato dalle correnti e dalle maree.
La valutazione di Lyell fu accettata acriticamente fino alla metà del XX secolo, e ampliata da G. B. Gattie che affermò, sulla base di leggende prive di fonti, che le sabbie erano un tempo la fertile isola bassa di Lomea, che egli equiparò a un'isola che si diceva fosse nota ai romani come Infera Insula ("Isola Bassa").
Questa, secondo Gattie, era di proprietà nella prima metà dell'XI secolo da Godwin, conte di Wessex, da cui le sabbie prendono il nome. Quando cadde in disgrazia, la terra fu presumibilmente assegnata all'abbazia di Sant'Agostino, a Canterbury, il cui abate non riuscì a mantenere le mura di protezione dal mare, portando alla distruzione dell'isola nella tempesta del 1099 menzionata nella Cronaca anglosassone. Tuttavia, l'isola non è menzionata nel Domesday Book, suggerendo che se fosse esistita potrebbe essere stata inondata prima che il Domesday Book fosse compilato nel 1085-86. La prima testimonianza scritta del nome "Lomea" sembra essere nel De Rebus Albionicis (pubblicato nel 1590) di John Twyne, ma non viene fornita alcuna autorità sull'esistenza dell'isola.
C'è una breve menzione di un'inondazione di mare-marea nel 1092 che crea le sabbie di Godwin in un libro del 19º secolo di documenti agricoli, ristampato nel 1969.
Un'altra teoria sull'origine del nome è che derivi dall'anglosassone gōd wine = "buon amico", un nome ironico dato dai marinai, o perché le navi possono ripararsi dalle tempeste in acque profonde chiamate The Roads tra le Goodwin Sands e la costa.

## Eventi più noti
XVII° secolo:
- All'inizio di ottobre del 1624, Phineas Pett ricevette la notizia del naufragio a Deal della nave "Antelope", e fu inviato dal Lord Ammiraglio per occuparsi della nave e usare i suoi migliori mezzi per salvarla. Utilizzò pompe a catena, sostituì il timone e riuscì a portarla in sicurezza al Deptford Dockyard.
- Nell'ottobre del 1630, la nave "Stella" fu affondata da una tempesta al largo di Goodwin Sands. La nave trasportava quasi 300 soldati scozzesi e inglesi dalla Repubblica olandese alla Repubblica di Venezia per la guerra di successione di Mantova e del Monferrato. Tutti i soldati, compreso il loro comandante, il colonnello Sir John Swinton, annegarono.[15]
- Nel 1690 la HMS Vanguard, una nave di seconda classe da 90 cannoni, si incagliò nelle Sands, ma fu recuperata dai barcaioli di Deal.

XVIII° secolo:

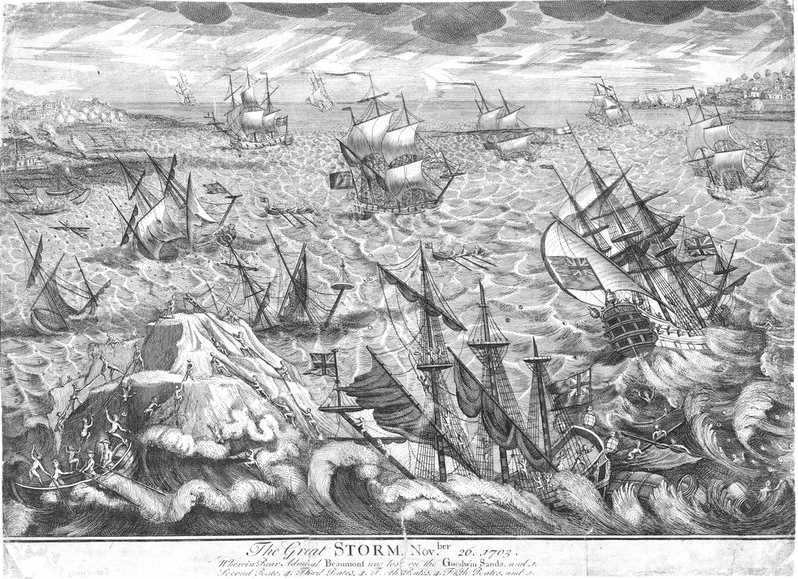
La Grande Tempesta del 1703 a Goodwin Sands.

- Nella Grande Tempesta del 1703 almeno 13 navi da guerra e 40 navi mercantili naufragarono con la perdita di 2.168 vite e 708 cannoni. Solo presso le Goodwin Sands furono perse la HMS Northumberland, la HMS Restoration, la HMS Stirling Castle, la HMS Mary, la HMS ''Mortar-bomb''. Circa duecento uomini furono salvati dai barcaioli di Deal
- 1740 La nave mercantile olandese "Rooswijk", in viaggio verso il Capo di Buona Speranza e le Indie orientali olandesi, affondò durante una tempesta l'8 gennaio 1740 con la perdita di tutto l'equipaggio. L'ambiente limoso ha preservato il relitto per moltissimo tempo, tuttavia, i flussi di marea hanno iniziato a esporre il legname e le merci e quindi hanno stimolato il suo recupero nel 2017 da parte di Historic England e dell'Agenzia per il patrimonio culturale dei Paesi Bassi.[16]
- 1748 Secondo la leggenda, il 13 febbraio 1748 la Lady Lovibond naufragò sulle sabbie di Goodwin perdendo tutto l'equipaggio. Si dice che riappaia ogni cinquant'anni come nave fantasma.[17] Non è noto alcun riferimento al naufragio nei documenti o nelle fonti contemporanee, inclusi i giornali, la Lloyd's List o il Lloyd's Register.

XIX° secolo:
- 1809 L'Admiral Gardner (1797 EIC ship) naufragò nel gennaio 1809, con il suo carico, un gran numero di monete di rame della Compagnia delle Indie Orientali appartenenti a Matthew Boulton.[18] Il relitto è stato trovato nel 1984 e alcune monete sono state recuperate nel 1985 durante un'immersione autorizzata.
- 1851 Il bricco Mary White naufraga sulle sabbie durante una tempesta nel 1851; la scialuppa di salvataggio partita da Broadstairs salvò sette uomini del suo equipaggio.
- 1857 Il 5 gennaio 1857 il piroscafo postale SS The Violet fu spinto sulla sabbia durante una tempesta con la perdita di diciassette membri dell'equipaggio, una guardia postale e un passeggero.

XX° secolo:

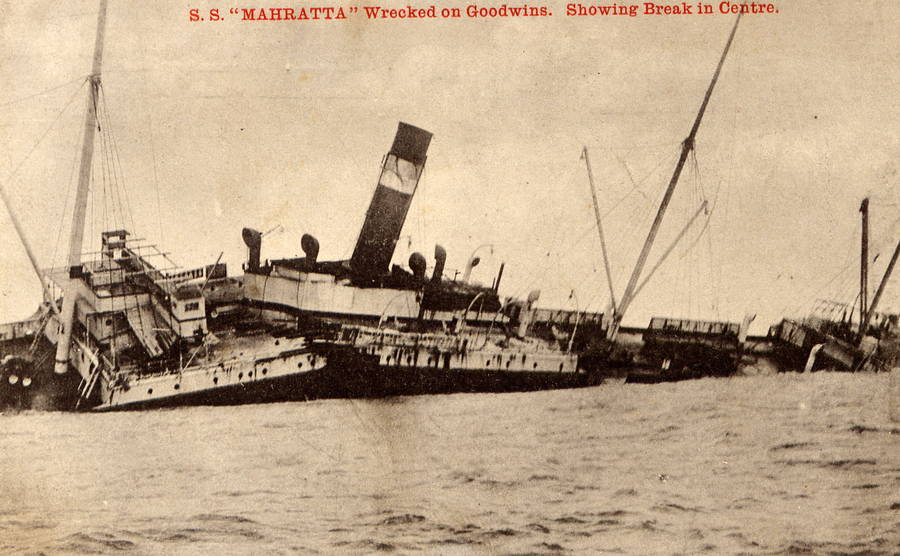
Il relitto del SS Mahratta sulle sabbie di Goodwin (1909). Questa fu la prima di due navi con lo stesso nome a naufragare sulle secche di Goddwin.

- 1907 La nave da carico belga SS Cap Lopez naufragò sulle sabbie nel 1907.
- L'HMT Etoile Polaire, un peschereccio, fu affondato da una mina navale posata dall'SM UC-1 della Kaiserliche Marine sulle Goodwin il 3 dicembre 1915, al culmine della prima guerra mondiale. Il 16 gennaio 1916, il rimorchiatore dell'Ammiragliato HM Tug Char affondò dopo una collisione con il piroscafo Frivan nell'area intorno alla South Goodwin Light Vessel.
- Due navi denominate entrambe SS Mahratta si arenarono una nel 1909 e l'altra nel 1939.
- Il piroscafo da carico statunitense SS Helena Modjeska (ed ex Liberty Ship), colpito da una burrasca, si incagliò a Goodwin Sands il 12 settembre 1946. La nave si ruppe intorno al 21 settembre 1946 e si ritrovò presto in due tronconi. Nel corso del 1947, entrambe le parti furono rimesse a galla e rimorchiate in porto per la demolizione.[19]
- La nave passeggeri SS Chusan entrò in collisione con il mercantile Prospector vicino alle sabbie nel giugno 1953, danneggiandola gravemente e quasi affondandola.
- La nave di Radio Caroline MV Ross Revenge andò alla deriva sulle sabbie nel novembre 1991, ponendo fine all'era delle radio pirata offshore in Gran Bretagna.

XXI° secolo:

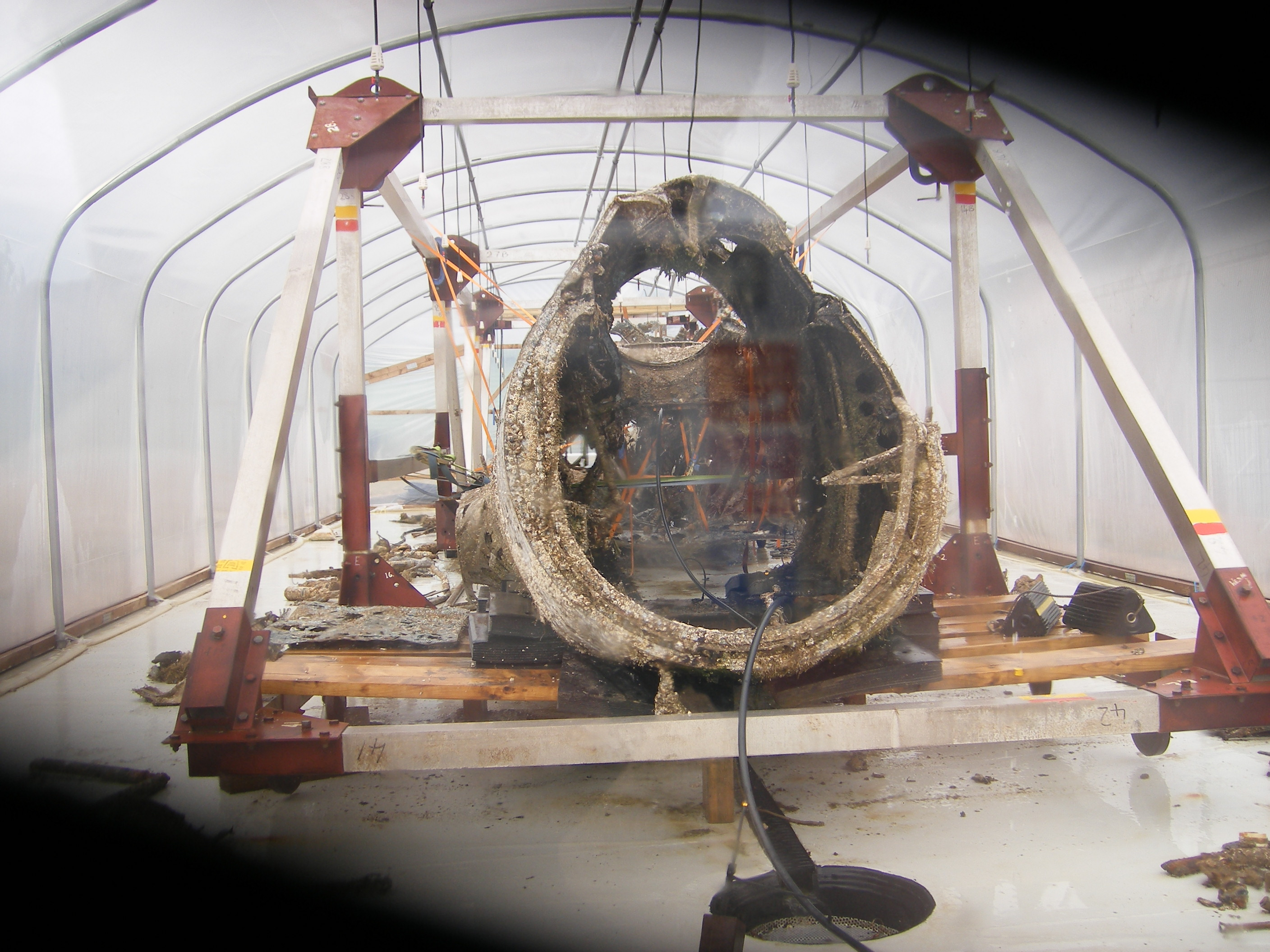
La fusoliera del Dornier Do 17, capovolta con la cabina di pilotaggio.

- Il 10 giugno 2013, un Dornier Do 17 Z2 è stato sollevato da Goodwin Sands. Il bombardiere tedesco aveva effettuato un atterraggio di emergenza in mare sopra le Sabbie il 26 agosto 1940 dopo un bombardamento. Due dei quattro uomini dell'equipaggio rimasero uccisi nell'impatto, mentre il resto dell'equipaggio divenne prigioniero di guerra.[20] Il Dornier è stato localizzato sulle sabbie nel settembre 2008 e sono stati fatti piani per recuperarlo, in quanto è uno dei unici due aerei sopravvissuti di questo tipo[21] L'aereo è stato finalmente recuperato il 10 giugno 2013.[22] Si ritiene che provenisse dal 7 Staffel, III Gruppe/KG3 (7th Sqn del 3rd Group of Bomber Wing 3) operante dall'Aerodromo di Sint-Truiden 60 km a est di Bruxelles, abbattuto il 26 agosto 1940 da un Boulton Paul P.82 Defiant del No. 264 Squadron RAF, con sede a Hornchurch, o uno con equipaggio Desmond Hughes e Fred Gash[23] o uno dei tre aerei del 264 Squadron abbattuti poco dopo in una battaglia con un Messerschmitt Bf 109 caccia di scorta dell'ala da caccia tedesca Jagdgeschwader 3.[24]